# Andrea Comparetti
Andrea Comparetti (Buttrio, 30 agosto 1745 – Padova, 22 dicembre 1801) è stato un medico e scienziato italiano.

## Biografia
Il luogo di nascita non è noto con certezza: potrebbe essere nato a Visinale di Pasiano oppure a Vicinale di Buttrio.
La sua formazione avvenne a Pordenone, a Venezia e all'Università di Padova, dove si laureò in medicina nel 1778.
Dopo la laurea esercitò la medicina a Venezia dove parallelamente effettuò ricerche di anatomia e di fisica sperimentale che gli diedero notorietà europea.
Nel 1782 ottenne la cattedra di "ad Practicam Medicinae" dell'Università di Padova e, nel 1787, anche quella di "ad Practicam Medicinae in Nosocomio" che occupò fino alla morte.
Dotato di una solida preparazione fisico-matematica, fu un ricercatore acuto ed originale specie in campo anatomo-fisiologico e botanico-zoologico.
Molti dei suoi contributi scientifici sono di interesse biofisico e ciò gli valse l'apprezzamento di molti degli scienziati contemporanei come Spallanzani, Volta, Bonnet, Cuvier.
Effettuò importanti osservazioni sulla anatomia, anatomia comparata e anatomia patologica dell'orecchio e fu tra i primi medici ad occuparsi scientificamente di neurologia.
Importanti anche sono le sue ricerche di fisiologia vegetale.
Il suo prestigio nell'ambiente scientifico dell'epoca fu elevato, ebbe corrispondenza con i maggiori scienziati e fu membro delle accademie scientifiche più prestigiose.

## Opere principali

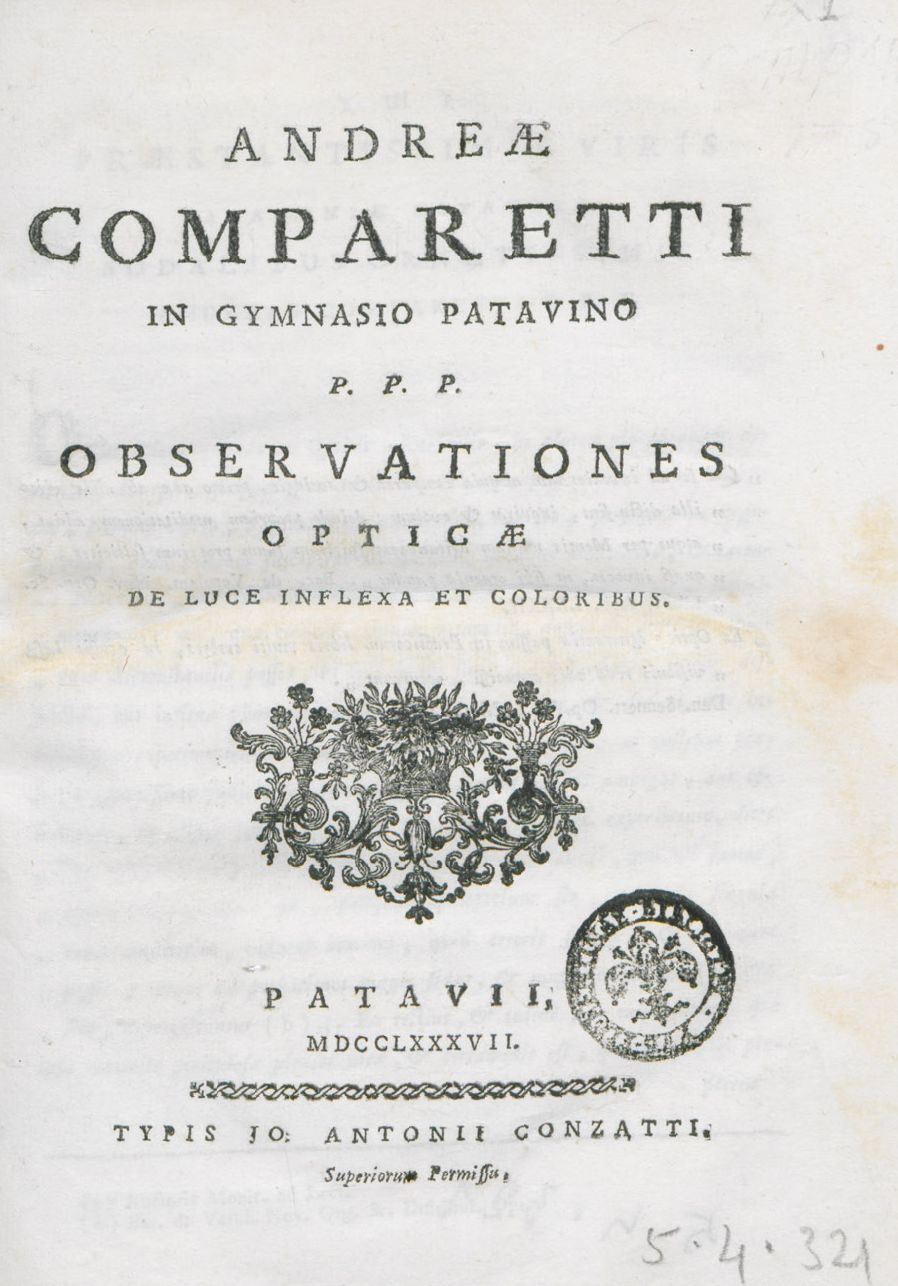
Observationes opticae de luce inflexa et coloribus, 1787

- Occursus medici de vaga aegritudine infirmitatis nervorum, Venezia, 1780.
- Sulle nuove scoperte di ottica, [Milano?], 1784.
- (LA) Observationes opticae de luce inflexa et coloribus, Padova, Giovanni Antonio Conzatti, 1787.
- Nuove considerazioni sulla teoria dell'arco celeste, [Milano?], 1788.
- Observationes anatomicae de aure interna comparata, 1789.
- Prodromo di fisica vegetabile, 1790.
- Nouvelles recherches sur la structure organique relativement à la cause des mouvemens de la sensitive commune, 1791.
- Saggio della scuola clinica nello spedale di Padova, 1793.
- Riscontri fisico-botanici ad uso clinico, 1793.
- Riscontri fisico-botanici ad uso clinico, 1793.
- Osservazioni sulle proprietà della china del Brasile, 1794.
- Annotazioni dirette ai lettori dei riscontri medici delle febbri larvate perniciose, 1795.
- Observationes dioptricae et anatomicae comparatae de coloribus apparentibus, visu, et oculo, 1798.
- Prodromo di fisica vegetabile. Parte 2, 1799.
- Riscontro clinico nel nuovo spedale. Regolamenti medico-pratici, 1799.
- Dinamica animale degli insetti, 1800.